# Diana Eöri
Diana Eöri (ur. 28 lipca 1970) – węgierska szpadzistka, wielokrotna medalistka mistrzostw świata.
Na mistrzostwach świata juniorów w Atenach w 1989 roku zdobyła indywidualnie brązowy medal, a na mistrzostwach świata juniorów w Mödling rok później była trzecia.
Podczas mistrzostw świata w Denver w 1989 roku Węgierki w składzie: Gyöngyi Szalay, Mariann Horváth, Marina Várkonyi, Diana Eöri i Zsuzsanna Szőcs zdobyły złoty medal w turnieju drużynowym. W zawodach drużynowych zdobyła następnie złoty medal na mistrzostwach świata w Budapeszcie (1991) oraz srebrny na mistrzostwach świata w Lyonie (1990). Ponadto wywalczyła srebrny medal w turnieju indywidualnym na MŚ 1990, przegrywając jedynie z Kubanką Taymi Chappé.
Nigdy nie wzięła udziału w igrzyskach olimpijskich.